# Euodynerus castigatus
Euodynerus castigatus är en stekelart som först beskrevs av Henri Saussure 1853.  Euodynerus castigatus ingår i släktet kamgetingar, och familjen Eumenidae.

## Underarter
Arten delas in i följande underarter:
- E. c. rubivestis
- E. c. sanneovestis